# Underground (Альбом Телоніуса Монка)
Underground — сьомий студійний альбом, записаний Телоніусом Монком для Columbia Records. У ньому беруть участь Монк на фортепіано, Ларрі Гейлз на басу, Чарлі Роуз на тенор-саксофоні та Бен Райлі на барабанах. Це останній альбом Монка за участю Thelonious Monk Quartet.
На обкладинці зображений Монк в образі бійця французького опору під час Другої світової війни, як данина поваги давній покровительці та другові Монка, Панноніці де Кенігсвартер, яка служила в опорі і чиє зображення також є на обкладинці. Альбом отримав премію Греммі за найкращу обкладинку альбому.

## Музика
«Green Chimneys» названа на честь школи, яку відвідувала дочка Монка. Для композиції «In Walked Bud» Джон Хендрікс написав слова.

## Трек-лист
Усі композиції написані Телоніусом Монком, якщо не зазначено інше.

### ОригінальнийLP
Сторона перша
1. «Thelonious» — 3:14
2. «Ugly Beauty» — 7:20
3. «Raise Four» - 4:36
4. «Boo Boo's Birthday» — 5:56

Друга сторона
1. «Easy Street» (Алан Рэнкин Джонс) — 5:52
2. «Green Chimneys» - 9:00
3. «In Walked Bud» - 4:17

### CD перевидання
1. «Thelonious» - 3:13
2. «Ugly Beauty» - 3:17
3. «Raise Four» - 5:47
4. «Boo Boo's Birthday» - 5:56
5. «Easy Street» (Алан Рэнкин Джонс) - 5:53
6. «Green Chimneys» – 9:00
7. «In Walked Bud» (Джон Хендрикс, Монк) - 4:17

### Спеціальне видання
1. «Thelonious» - 3:16
2. «Ugly Beauty» - 10:45
3. «Raise Four» - 7:00
4. «Boo Boo's Birthday (Take 11)» - 5:55
5. «Easy Street» - 7:50
6. «Green Chimneys» - 13:09
7. «In Walked Bud» - 6:48
8. «Ugly Beauty (Take 4)» - 7:37
9. «Boo Boo's Birthday (Take 2)» - 5:34
10. «Thelonious (Take 3)» - 3:10

## Творці

### Музиканти
- Телоніус Монк - фортепіано
- Чарлі Роуз - тенор-саксофон
- Ларрі Гейлз - бас
- Бен Райлі - ударні
- Джон Хендрікс - вокал в "In Walked Bud"

### Виробництво
- Тео Масеро - продакшн
- Тім Джилан - інжиніринг
- Студії Хорна Гріннера — фотографія
- Джон Берг, Річард Ментел - артдиректор

## Використана література
1. ↑  1968 Grammy Winners. grammy.com. Процитовано 8 травня 2020.